# 蕭仰歸為兒關說案
蕭仰歸為兒關說案又被稱為法官關說法官案。當時現任最高法院法官蕭仰歸因其子蕭賢綸觸犯肇事逃逸罪而向審理此案的基隆地方法院、臺灣高等法院審判長表示希望能判無罪，其中審理此案的臺灣高等法院審判長高明哲與蕭仰歸平日交好接受關說而欲判蕭賢綸無罪，於評議時遭同庭受命法官高玉舜拒絕，因陪席法官林洲富依其心證亦認為應判蕭賢綸無罪，最後依評議結果判決蕭仰歸兒子蕭賢綸無罪。受命法官高玉舜為明其志要求將自行撰寫有罪判決訂入評議簿，全案因有法官在司法院內部網站「法官論壇」爆料而引發關注。

## 背景
蕭仰歸的兒子蕭賢綸2008年10月6日前往上課的途中與機車擦撞造成機車騎士受傷，未停車查看仍繼續行進至前方約60公尺處停車，約三秒鐘後在未報警或下車採取任何必要措施即再度行駛離去。警方依機車騎士所提供的車牌號碼尋線逮捕蕭賢綸歸案，蕭仰歸隨後立即與機車騎士達成和解，故過失傷害部分獲檢察官不起訴處分，但肇事逃逸屬公訴罪無法因和解而不起訴，遭檢察官提起公訴。
蕭賢綸辯稱不知與機車發生擦撞、若有肇事逃逸之犯意大可加速離開現場、所駕駛汽車右後視鏡本來就是鬆的...等；惟基隆地方法院法官訊問証人後認為實際情況應該是蕭賢綸駕駛汽車自左後方欲超越機車騎士所騎乘機車時，先是汽車右後視鏡與騎乘機車左手把發生擦撞，其作用力導致駕駛汽車之右後視鏡折回、導致機車騎士重心不穩而速度放慢，當往右略為偏移時其右側車尾部分再與機車左側車身部分擦撞，致機車騎士無法回穩而人車倒地，且根據實際勘驗結果當將後視鏡內折時縱然播放音樂駕駛仍可聽到有折疊聲音得以發覺，故依刑法185-4條肇事逃逸罪判決6個月有期徒刑，2年緩刑並向公庫繳交3萬元。
臺灣高等法院認為後視鏡是否有因其他不明外力內折非絕無可能，難推論後視鏡內折是車輛生碰觸結果、縱然後視鏡碰撞而發生肇事汽車駕駛在密閉空間內聽音樂加上行車時本來就會存在的噪音而未注意發生碰撞後的輕微聲響非不可能、依物原理若遭左側重大外力撞擊，機車應朝右側傾倒，足見在僅在左側有車禍傷痕的機車必然與機汽車僅是輕微碰撞、採信被告所稱若有肇事逃逸之犯意大可加速離開現場，故撤銷有罪判決改判無罪。檢察官未提起上訴，無罪定讞。
蕭仰歸與審理此肇事逃逸的臺灣高等法院審判長高明哲為大學好友，二人在校時感情甚篤並先後同時在同一法院服務交情逾36年，雙方家庭成員經常出遊互相熟悉，高明哲亦認識蕭賢綸。

## 經過
2009年7月27日，蕭仰歸前往基隆地方法院找承審蕭賢綸肇事逃逸案的法官鄭景文，說「這個案子說這個案子不要緩刑，準備要拚無罪」，鄭景文法官當下回覆此案司法界自有公評，這樣講沒有用，蕭仰歸即表示「若合議庭認為有罪的話也沒有關係」，說完即告辭。
2009年年底，二審審理期間蕭仰歸二度找熟識承審肇事逃逸案高玉舜法官的崔玲琦法官，提到「…因涉嫌肇事逃逸，一審有罪緩刑，現在上訴高等法院。二審由高玉舜審理..已經跟高明哲法官講好了，希望跟高玉舜講說是否可以改判無罪。...準備考司法官，怕即使有緩刑，仍有可能在口試時被刷掉...，希望可以判無罪。」，但遭崔玲琦法官拒絕。
2010年1月5日，審理當日在前往法庭的通道時高明哲向受命法官高玉舜提及被告係蕭仰歸之子；評議時，受命法官高玉舜率先表示認該案事證明確，應維持原審有罪判決，審判長高明哲稱「他（指蕭仰歸）要的不是這個啦！他要的是無罪判決」，因二人相持不下，高玉舜依己意製作駁回上訴之有罪判決之判決書，高明哲另製作撤銷原判決改判無罪之判決書，2份判決書同時併陳予陪席法官林洲富，陪席法官林洲富選擇在改判無罪之判決書上簽名，以二比一評議為撤銷原判決改判無罪定案。高玉舜要求將其原製作之駁回上訴之判決書訂入評議簿，作為不同意見。檢察官收到判決後未提起上訴，本案無罪判決定讞。
2010年8月13日，針對幾日前於法官論壇中所爆料的蕭仰歸關說事件，臺灣高等法院召開自律委員會決議將高明哲移送監察院。採信林洲富所稱是基於審判獨立而選擇判蕭賢綸無罪，非受關說所致，因而未受懲處。最高法院召開自律委員會決議將蕭仰歸移送監察院。
2010年10月20日，監察院以12比1票通過彈劾蕭仰歸、以11比2票通過彈劾高明哲，移送公務人員懲戒委員會。

## 檢察官偵辦
2010年8月11日，檢察總長黃世銘要求最高檢察署檢察官簽分他字案，調查有無司法人員涉及風紀等弊端。台北地檢署也簽分他字案追查關說案有無涉嫌刑法第124條枉法裁判罪，指派檢肅黑金專組檢察官陳淑雲偵辦。
2010年8月13日，台北地檢署傳喚高玉舜法官說明。
2010年8月16日，台北地檢署主任檢察官黃謀信、檢察官陳淑雲前往基隆，以證人身分偵訊蕭賢綸肇逃案的基隆地檢署承辦檢察官李辛茹、基隆地方法院審判長鄭景文，並由檢察事務官在場全程錄音、錄影，書記官製作正式的偵訊筆錄。再前往高院，以證人身分偵訊高院法官崔玲琦、陪席法官林洲富。
2010年9月8日，台北地檢署訪談多位司法官後認為無罪判決是合議庭的自由心證，無法僅因為有不同看法就認定構成枉法裁判罪，全案行政簽結待未來若有新事證重啟調查。
2021年5月7日，監察院另函送台北地檢署偵辦，台北地檢署偵辦後依枉法裁判罪起訴高明哲。

## 公務人員懲戒委員會審理
向基隆地法院鄭景文關說
- 蕭仰歸承認曾找鄭景文說明案情，但辯稱本意是在以得為被告輔佐人之身分，向承審案件之審判長陳述對兒子涉案乙事之關心與憂心，並未說要拚無罪。[4]

- 公懲會認為蕭仰歸係最高法院資深法官，對涉案被告權益主張之表達方式知之甚稔，竟私下求見承審之審判長，並明確表示不要緩刑，其意在關說判決無罪甚明，所為申辯不足採信。[4]

欲透過崔玲琦向受命法官高玉舜關說
- 蕭仰歸承認曾找過崔玲琦一次，但那是基於學長學妹的情誼知道她調升至臺灣高等法院任職，順道至其臺灣高等法院辦公室致意，雖有提及案情並探詢該案受命法官高玉舜風評及辦案風格，但未關說。[4]
- 公懲會認為蕭仰歸與崔玲琦既有交情且無嫌隙，崔玲琦自無設詞誣陷之理，其證述應屬可信。[4]

向高明哲關說
- 蕭仰歸稱因老友邀請於案件審理期間和高明哲聚餐2次，但未提到此事。[4]
- 高明哲稱評議後閒談時，才向高玉舜提及蕭仰歸雙方交情之事，並非高玉舜主觀認定之關說。[4]
- 陪席法官林洲富否認高明哲於開庭或評議中，有提到蕭賢綸是蕭仰歸兒子，蕭要拚無罪等語。[4]
- 公懲會認為蕭仰歸於基隆地院審理上開案件時，既已向並無特別交情之審判長鄭景文關說，於臺灣高等法院審理時復請託崔玲琦向高玉舜法官關說，衡情當無不找交情甚篤之高明哲關說之理。陪席法官林洲富自承與高明哲就該案件均為無罪之主張，自有恐因己之陳述遭受不利益判斷之可能，其本身既有利害關係所為迴護之詞，尚難遽採。[4]

## 後續
2011年1月28日，蕭仰歸休職6月懲戒處分、高明哲降貳級改敘懲戒處分。高明哲隨後請辭退休。
2011年6月30日，檢察總長黃世銘以「百公尺距離內，其右後視鏡是否有因其他不明外力內折亦非絕無可能，推論該後視鏡內折非二車發生碰觸之結果，有違背經驗與論理法則、第一審法官勘驗後認定後視鏡內折時縱然車內放音樂仍可聽到有折疊聲音，原審未調查機車手把之尼龍布質護手套如與汽車後視鏡擦撞會否留下擦撞痕跡，又置汽車後視鏡折回折疊聲音於不顧，有違背經驗與論理法則、機車遭受來自左側之外力碰撞，有可能右倒也有可能左倒，原判決未囑託專業機關鑑定顯有違背經驗與論理法則」，而提起非常上訴。最高法院以不符合統一法令、判決不利於被告的提起非常上訴要件，判決駁回上訴。
2011年8月1日，蕭仰歸申請復職引發各界譁然。
2011年8月5日，司法院祕書長林錦芳表示，按司法人員人事條例、公務人員保障法，蕭仰歸有權可以申請復職且非准不可；但司法院認為依照法官法立法精神，蕭仰歸不適合再任審判職務，希望他能愛護司法界聲譽，知所進退。
2011年8月14日，蕭仰歸請辭退休。
2018年1月22日，林洲富法官獲選第四屆法官評鑑委員召集委員，引發法官改革司法連線20多位法官聯名投書《蘋果日報》質疑7年前關說事件中的立場，林洲富遂請辭法官評鑑委員。